# Mohanlalganj
Mohanlalganj és una ciutat d'Uttar Pradesh avui a la perifèria de Lucknow, districte de Lucknow. No consta la seva població actual separadament; el 1881 era de 2.781 habitants. En l'actualitat és una circumscripció electoral al Lok Sabha (Cambra baixa del Parlament indi).

## Història
Sota domini britànic fou capital d'una pargana i un tehsil. La pargana tenia uns 500 km² i estava habitada el 1881 per 96.878 habitants; tenia cinc ciutats entre les quals Amethi i Mohanlalganj; fou un antic domini dels bhars que han deixat diverses restes, sobretot ruïnes de les seves fortaleses i poblacions; la seva capital hauria estat Bahraich. El raja de Kanauj va intentar la conquesta sense èxit. El 1032 fou atacada pel gaznèvida Sayyid Salar Masud (1032) però no va fer cap conquesta permanent i fins al final del segle XIV els bhars no foren expulsats pels rajputs amethis de la tribu Chamar-Gaur. Aquestos al seu torn foren expulsats vers el final del segle XV pert una família de Shaykhs que es van apoderar de la pargana; la vila de Salimpur, al nord, fou fundada per ells i fou la capital del seu talukdar que va subsistir fins a la meitat del segle XX. Formaven la pargana 271 pobles dels quals 120 estaven en mans de musulmans i 151 dels hindús. La ciutat de Mohanlalganj fou anomenada inicialment Mau i fou fundada per janwar rajputs que la van posseir junt amb els pobles de l'entorn fins al final del govern dels nawabs d'Oudh. Després fou concedida al talukdar Raja Kasi Prasad que el 1859 va construir un ganj (mercat) al que va donar el nom de Mohanlal Ganj pel nom del seu antecessor Mohan Lal, nom que va substituir al de Mau; la pargana, abans anomenada Amethi, també va agafar el nom de Mohanlalganj, i igualment el tahsil. Aquest darrer tenia una superfície de 704 km² i una població el 1869 de 150.854 habitants i el 1881 de 129.209 habitants repartits en 226 pobles; el tahsil estava format per la pargana del seu nom i la de Nigohan Sissaindi.